# Lotta libera ai Giochi della XVIII Olimpiade - Pesi medio-massimi
La competizione della categoria pesi medio-massimi (fino a 97 kg) di lotta libera dei Giochi della XVIII Olimpiade si è svolta dall'11 al 14 ottobre 1964 alla Arena Nippon Budokan a Tokyo.

## Formato
Ad ogni incontro venivano assegnate le seguenti penalità:
- 0 = Al vincitore per schienata
- 1 = Al vincitore ai punti
- 2 = In caso di pareggio
- 3 = Allo sconfitto ai punti
- 4 = Allo sconfitto per schienata

Con sei penalità o più il lottatore veniva eliminato.

## Risultati
| Legenda                                  | Legenda |
| ---------------------------------------- | ------- |
| Lottatore con 6 penalità o più Eliminato |         |

### 1º Turno
Si è disputato il 11 ottobre
| Vincitore          | Pen. | Risultato  | Sconfitto            | Pen. |
| ------------------ | ---- | ---------- | -------------------- | ---- |
| Peter Jutzeler     | 1    | Ai Punti   | Maruti Mane          | 3    |
| Heinz Kiehl        | 0    | Schienata  | Ölziisaikhany Erdene | 4    |
| Gholam Reza Takhti | 1    | Ai Punti   | Imre Vígh            | 3    |
| Shunichi Kawano    | 1    | Ai Punti   | Tony Buck            | 3    |
| Hugh Williams      | 1    | Ai Punti   | Sión Cóhen           | 3    |
| Ahmet Ayık         | 2    | = Parità = | Said Mustafov        | 2    |
| Aleksandr Medved'  | 0    | Schienata  | Francisc Balla       | 4    |
| Jerry Conine       | 1    | Ai Punti   | Lennart Eriksson     | 3    |

### 2º Turno
Si è disputato il 12 ottobre
| Vincitore          | Pen. | Risultato  | Sconfitto            | Pen. |
| ------------------ | ---- | ---------- | -------------------- | ---- |
| Peter Jutzeler     | 1    | Schienata  | Ölziisaikhany Erdene | 8    |
| Maruti Mane        | 4    | Ai Punti   | Heinz Kiehl          | 3    |
| Gholam Reza Takhti | 1    | Schienata  | Tony Buck            | 7    |
| Shunichi Kawano    | 3    | = Parità = | Imre Vígh            | 5    |
| Said Mustafov      | 2    | Schienata  | Sión Cóhen           | 7    |
| Ahmet Ayık         | 2    | Schienata  | Hugh Williams        | 5    |
| Aleksandr Medved'  | 1    | Ai Punti   | Lennart Eriksson     | 6    |
| Jerry Conine       | 3    | = Parità = | Francisc Balla       | 6    |

### 3º Turno
Si è disputato il 13 ottobre
| Vincitore          | Pen. | Risultato  | Sconfitto       | Pen. |
| ------------------ | ---- | ---------- | --------------- | ---- |
| Heinz Kiehl        | 4    | Ai Punti   | Peter Jutzeler  | 4    |
| Imre Vígh          | 6    | Ai Punti   | Maruti Mane     | 7    |
| Gholam Reza Takhti | 1    | Schienata  | Shunichi Kawano | 7    |
| Said Mustafov      | 2    | Schienata  | Hugh Williams   | 9    |
| Aleksandr Medved'  | 3    | = Parità = | Ahmet Ayık      | 4    |
| Jerry Conine       | 3    | Esentato   |                 |      |

### 4º Turno
Si è disputato il 14 ottobre
| Vincitore         | Pen. | Risultato | Sconfitto          | Pen. |
| ----------------- | ---- | --------- | ------------------ | ---- |
| Peter Jutzeler    | 5    | Ai Punti  | Jerry Conine       | 6    |
| Said Mustafov     | 3    | Ai Punti  | Heinz Kiehl        | 7    |
| Ahmet Ayık        | 5    | Ai Punti  | Gholam Reza Takhti | 4    |
| Aleksandr Medved' | 3    | Esentato  |                    |      |

### 5º Turno
Si è disputato il 14 ottobre
| Vincitore         | Pen. | Risultato  | Sconfitto          | Pen. |
| ----------------- | ---- | ---------- | ------------------ | ---- |
| Aleksandr Medved' | 3    | Schienata  | Peter Jutzeler     | 9    |
| Said Mustafov     | 5    | = Parità = | Gholam Reza Takhti | 6    |
| Ahmet Ayık        | 5    | Esentato   |                    |      |

### Turno finale
| Vincitore         | Pen. | Risultato  | Sconfitto     | Pen. |
| ----------------- | ---- | ---------- | ------------- | ---- |
| Ahmet Ayık        |      | = Parità = | Said Mustafov |      |
| Aleksandr Medved' |      | = Parità = | Ahmet Ayık    |      |
| Aleksandr Medved' |      | Schienata  | Said Mustafov |      |

## Classifica finale
| Pos.    | Atleta               | Nazione          |
| ------- | -------------------- | ---------------- |
| Oro     | Aleksandr Medved'    | Unione Sovietica |
| Argento | Ahmet Ayık           | Turchia          |
| Bronzo  | Said Mustafov        | Bulgaria         |
| 4       | Gholam Reza Takhti   | Iran             |
| 5       | Peter Jutzeler       | Svizzera         |
| 6       | Jerry Conine         | Stati Uniti      |
| 7       | Heinz Kiehl          | Germania         |
| 8       | Imre Vígh            | Ungheria         |
| 9       | Maruti Mane          | India            |
| 9       | Shunichi Kawano      | Giappone         |
| 11      | Hugh Williams        | Australia        |
| 12      | Francisc Balla       | Romania          |
| 12      | Lennart Eriksson     | Svezia           |
| 14      | Tony Buck            | Gran Bretagna    |
| 14      | Sión Cóhen           | Panama           |
| 16      | Ölziisaikhany Erdene | Mongolia         |